# Ligdia lassulata
Ligdia lassulata är en fjärilsart som beskrevs av Alois Friedrich Rogenhofer 1873. Ligdia lassulata ingår i släktet Ligdia och familjen mätare. Inga underarter finns listade i Catalogue of Life.